# 李元阳
李元阳（1497年10月23日—1580年11月26日），字仁甫，号中谿，云南大理人，明朝政治人物、理学家、文学家，同進士出身。

## 生平
明嘉靖元年（1522年）壬午科举人，云贵乡试第二名。嘉靖五年（1526年）丙戌科第三甲第65名进士，初授翰林院庶吉士，六年十一月授江西分宜县知县。因为仗义执言，受到同僚排挤，他因此借故归家赋闲。嘉靖十年（1531年）复出，官授江阴知縣，在任期间，外抗击“海寇”，内施惠政于人民。后升为户部主事，十四年（1535年）十一月改任江西道监察御史，十六年巡按福建，再次因直言而被外放为荆州知府，政声显著。因识张居正於童试，在张居正担任首輔之后亦与之通书信。最终因看不惯官场黑暗，回到大理老家隐居，与谪居于云南的杨升庵相契最深，两人常常一起吟诗作画，同游景胜。與張含、杨士云、胡廷禄、王廷表、唐锜，相互酬唱，並稱楊門六學士。

## 著作
李元陽在文学上贡献卓著，与杨士云同修《大理府志》，并修订《云南通志》。著有《心性图说》、《艳雪台诗》、《中谿漫稿》，诗文汇编为《中谿家传汇稿》。在闽中曾校刻《史记题评》、《十三经注疏》、《杜氏通典》等计764卷。

## 墓葬

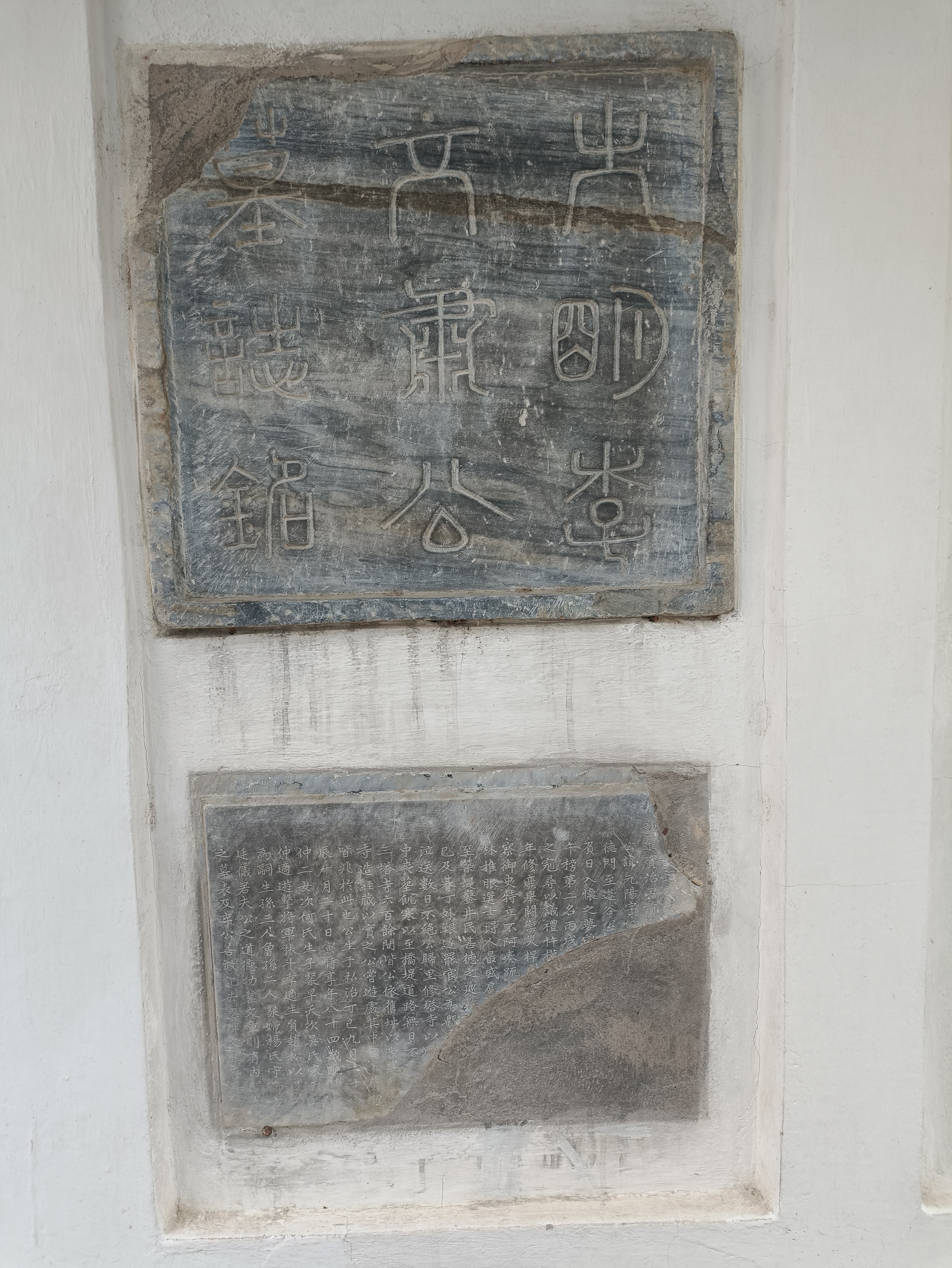
李元阳墓志铭，存于大理市博物馆碑林

李元阳墓位于苍山应乐峰麓，崇圣寺内，东距三塔200米，北与段功墓相望。李元阳墓为圆形围石封土墓，直径约3米，墓前建有石牌坊，墓道两旁立有翁仲、狮、象、鹿、马等石雕10躯，四周砌以围墙。“文革”中被当地村民盗掘破坏，墓前石碑及石像等被毁。现仅存遗址和残损的墓志铭。1985年公布为第一批大理市文物保护单位。